# Caverna de Nicanor

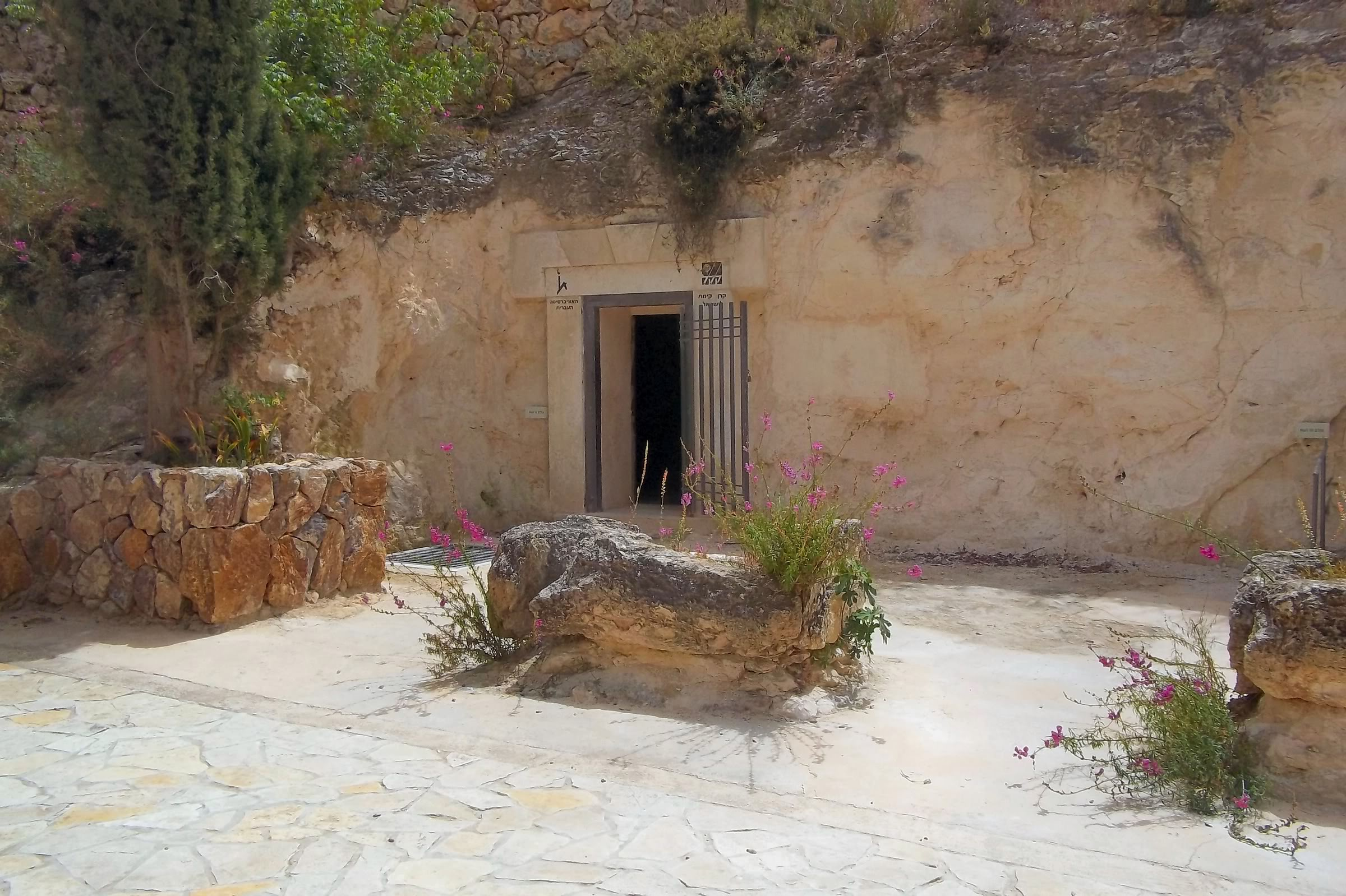
A entrada para o Panteão

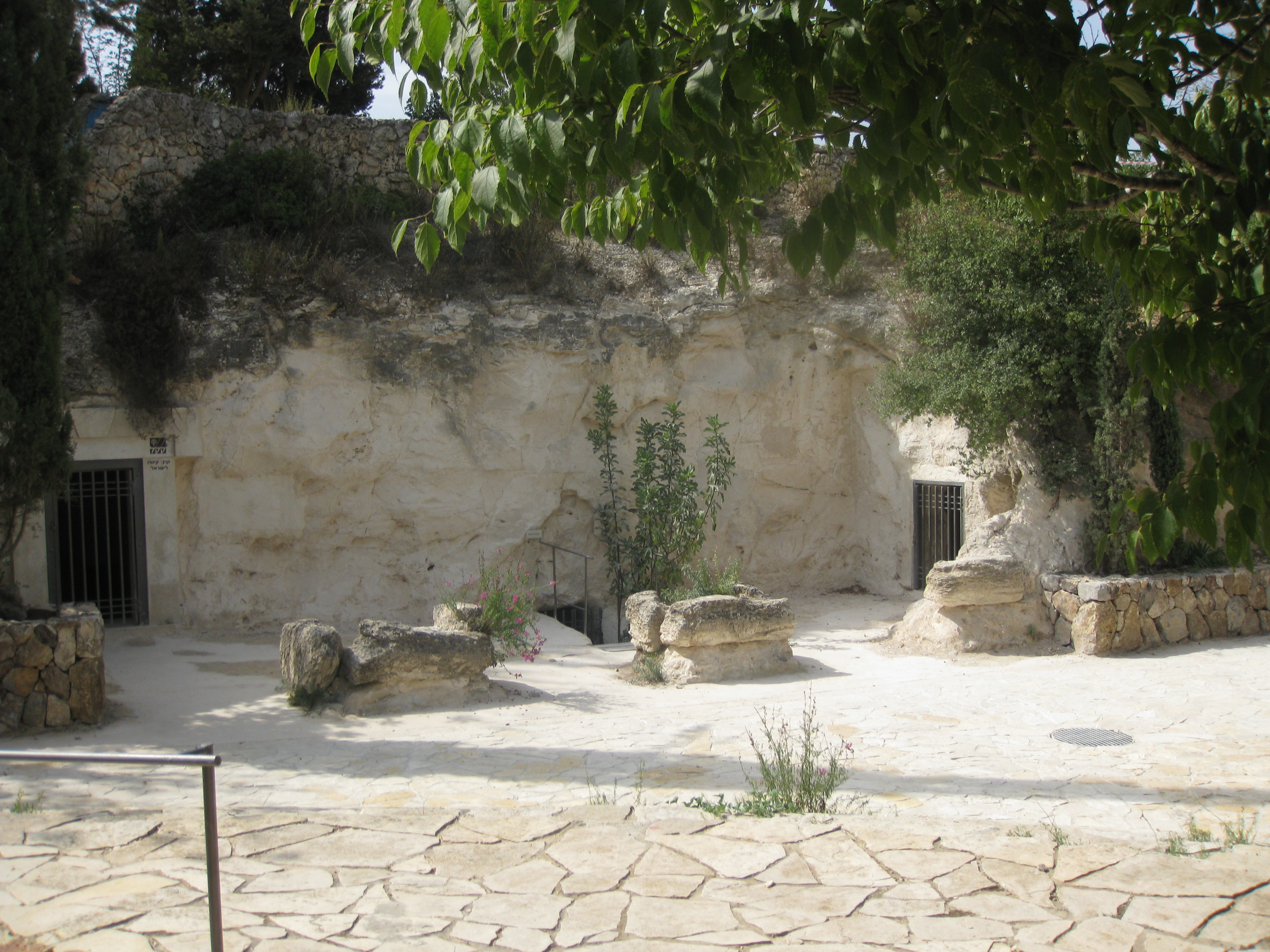
Caverna de Nicanor

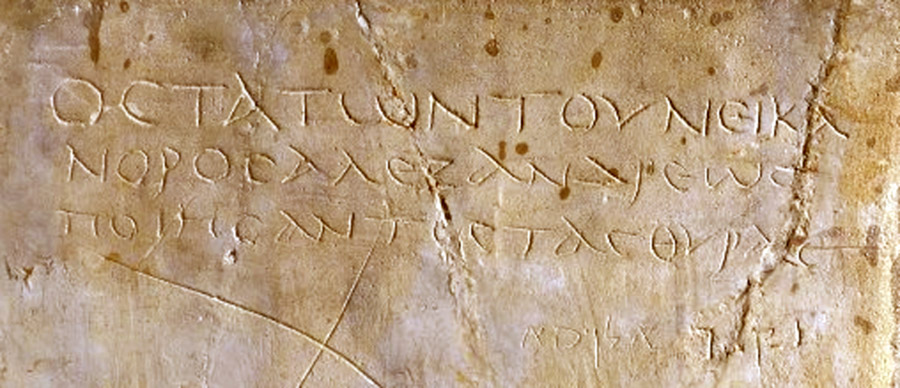
Inscrição Nicanor

A caverna de Nicanor ([naɪˈkeɪnər]; grego: [niː.ˈka.nɔːr] ) é uma antiga caverna funerária localizada no Monte Scopus, em Jerusalém, Israel.  Entre os ossários descobertos na caverna, há um com uma inscrição referente a "Nicanor, o fabricante de portas". A caverna está localizada no Jardim Botânico Nacional de Israel nos terrenos do ‘campus’ do Monte Scopus da Universidade Hebraica de Jerusalém. 
Nicanor pertencia a uma rica família judia alexandrina. Ele é mencionado nas obras do historiador judeu romano Josefo e do Talmude como o doador das portas de bronze da Corte das Mulheres no Segundo Templo em Jerusalém. Esse fato também está inscrito em grego em seu ossuário, que é um caso raro de arqueologia que apoia fatos declarados por fontes escritas. 

## Arqueologia
Em outubro de 1902, o zelador da propriedade de John Gray Hill, no Monte Scopus, descobriu um complexo de cavernas funerárias em um campo ao norte de sua casa de inverno. 
Como Gray Hill estava no exterior na época, o gerente relatou a descoberta ao cônsul britânico, John Dickson, cuja filha Gladys Dickson, arqueóloga amadora, inspecionou a caverna e seu conteúdo. Eles encontraram sete ossários - seis comuns e um com uma inscrição bilíngue em hebraico / grego. Os ossários foram removidos da caverna pelo zelador, e Dickson não conseguiu determinar sua posição original. Três dias depois, RA Stewart Macalister, escavando em Tel Gezer na época, foi forçado a voltar a Jerusalém por um surto de cólera e conseguiu inspecionar e autenticar a caverna e a inscrição recém-descobertas, cuja fotografia foi apresentada para Charles Simon Clermont-Ganneau. 
No ano seguinte, dois artigos foram publicados no Palestine Exploration Quarterly - o artigo de Clermont-Ganneau sobre esta e outras inscrições, e o relatório detalhado de Gladys Dickson sobre o complexo de tumbas ilustrado com planos de Macalister. Gray Hill entregou o ossuário ao Fundo de Exploração da Palestina, que o transferiu para o Museu Britânico. 
Existem duas cavernas que podem ser acessadas a partir de um pátio retangular talhado. O plano arquitetônico da caverna, o estilo artístico e os achados nela permitem que a caverna seja datada de meados do século I d.C. A cerâmica bizantina encontrada no fundo dos poços no quintal e duas cruzes gravadas na parede da sala principal mostram que o uso da caverna continuou até o período bizantino. 
A caverna funerária que contém o ossuário de Nicanor é típica do período do Segundo Templo. Ela contém quatro salas de sepultamento, cada uma com vários nichos de sepultamento. Nas passagens entre os corredores, as depressões rochosas indicam que as entradas foram decoradas com lajes de pedra, um fenômeno exclusivo dessa caverna. A segunda caverna, composta por um único cemitério, abre à direita, no lado leste do pátio. 

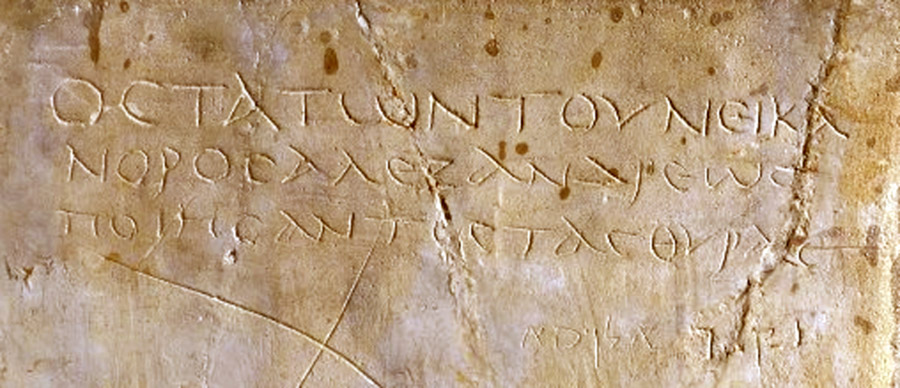
A inscrição

O ossuário de Nicanor está gravado com padrões geométricos, com uma decoração áspera pintada de vermelho na tampa. As inscrições aparecem em uma extremidade. 
| Original       | ΟCΤΑΤꞶΝΤΟΥΝΕΙΚΑ ΝΟΡΟΣΑΛΕξΑΝΔΡΕꞶC ΠΟΙΗCΑΝΤΟΣΤΑCΘΥΡΑC                                                         |
| Transliteração | Osta tōn tou Neika- noros Alexandre poiēsantos tas thyras nqnr 'lks'                                        |
| Tradução       | Ossos daqueles (i.e. da casa ou família) de Nikanor de Alexandria, aquele que fez os portões. Nikanor Alexa |

## Uso posterior

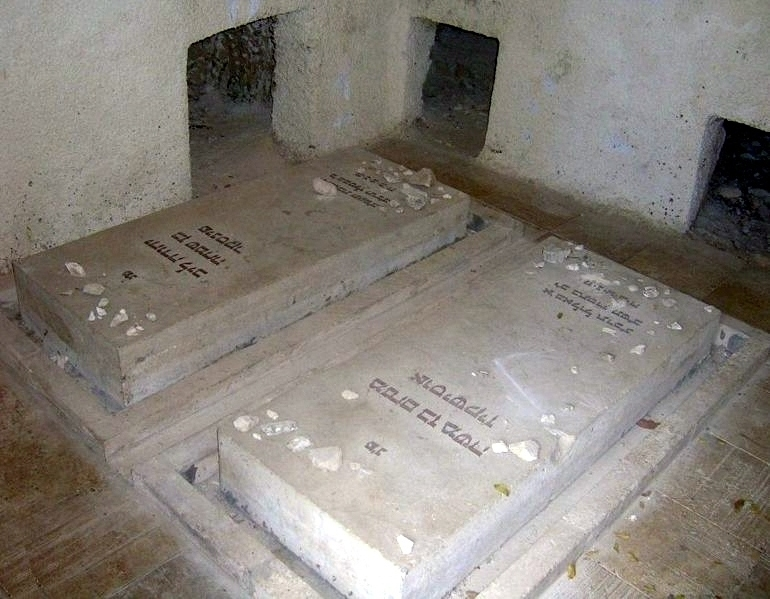
Túmulos de Leon Pinsker e Menachem Ussishkin

Em 1934, os restos mortais de Leon Pinsker, de Odessa, foram enterrados na caverna Nicanor por iniciativa de Menachem Ussishkin, que previa um panteão nacional no Monte Scopus. No entanto, a única outra pessoa enterrada lá foi o próprio Ussishkin, que morreu em 1941. Foi estabelecida uma conspiração de líderes nacionais no Monte Herzl após a fundação do estado em 1948, em parte porque o Monte Scopus se tornou um enclave no território governado pela Jordânia